# 頂秀祐
頂秀祐，是臺灣臺南市白河區的一個傳統地域名稱，位於該區西部凸出部分的中部。相較於今日行政區，其範圍大致包括秀祐里北大半部不含其西北部及北部邊界地帶東段。
本地區境內主要聚落為頂秀祐。

## 歷史
台灣日治初期，頂秀祐地區為一街庄，稱為「頂秀祐庄」（舊制街庄），隸屬於下茄苳南堡。該庄昔日北及東北與大排竹庄為鄰，東南與店仔口街為鄰，南邊及西南邊為下秀祐庄，西北邊為本協庄。
1901年（日治明治三十四年）11月11日，全台廢縣廳改設二十廳，該庄隸屬於鹽水港廳。1904年（明治三十七年）4月1日，該庄編入「店仔口區」，隸屬於鹽水港廳。1906年（明治三十九年）4月1日，鹽水港廳內管轄區域調整，該庄仍隸屬於「店仔口區」。1909年（明治四十二年）10月25日，全台合併二十廳為十二廳，店仔口區改隸屬於嘉義廳。1920年（大正九年）10月1日，全台地方制度大改正，廢十二廳改設五州二廳，該庄改制為「頂秀祐」大字，隸屬於臺南州新營郡白河庄（新制街庄）。1943年10月，白河庄升格為白河街。
戰後白河街改制為白河鎮，隸屬於臺南縣，大字亦改制為里。1950年（民國39年）10月25日，雲、嘉、南分治，白河鎮仍隸屬於臺南縣。2010年（民國99年）12月25日，臺南縣、市合併為直轄臺南市，白河鎮改制為白河區。

## 聚落
本地區發展較早的聚落為頂秀祐，在日治期初期的官方地圖上已有記載。

## 交通
市道165號是後庄至官田的道路，經過本地區東端。由該道路（大方向）北行繞過白河市區北側可前往嘉義縣水上鄉東部、中埔鄉西部下六地區的後庄，並止於省道台18線路口；南行繞過白河市區西側及南側可前往東山區、六甲區、官田區，並止於省道台1線路口。
市道172甲線是後壁至白河的道路，經過本地區中北部。由該道路西行可前往後壁區下茄苳地區，並止於台鐵後壁車站前的省道台1線路口；東行可前往白河市區，並止於市道165號路口。
區道南89線是三角潭至白河的道路，其南側端點位於本地區東端的市道165號路口。
區道南91線是嘉田至白河的道路，其南側端點位於本地區東端的市道165號路口。
區道南92線是竹圍子至溪洲的道路，經過本地區北半葉的西北角。